# Gerard Wijnen

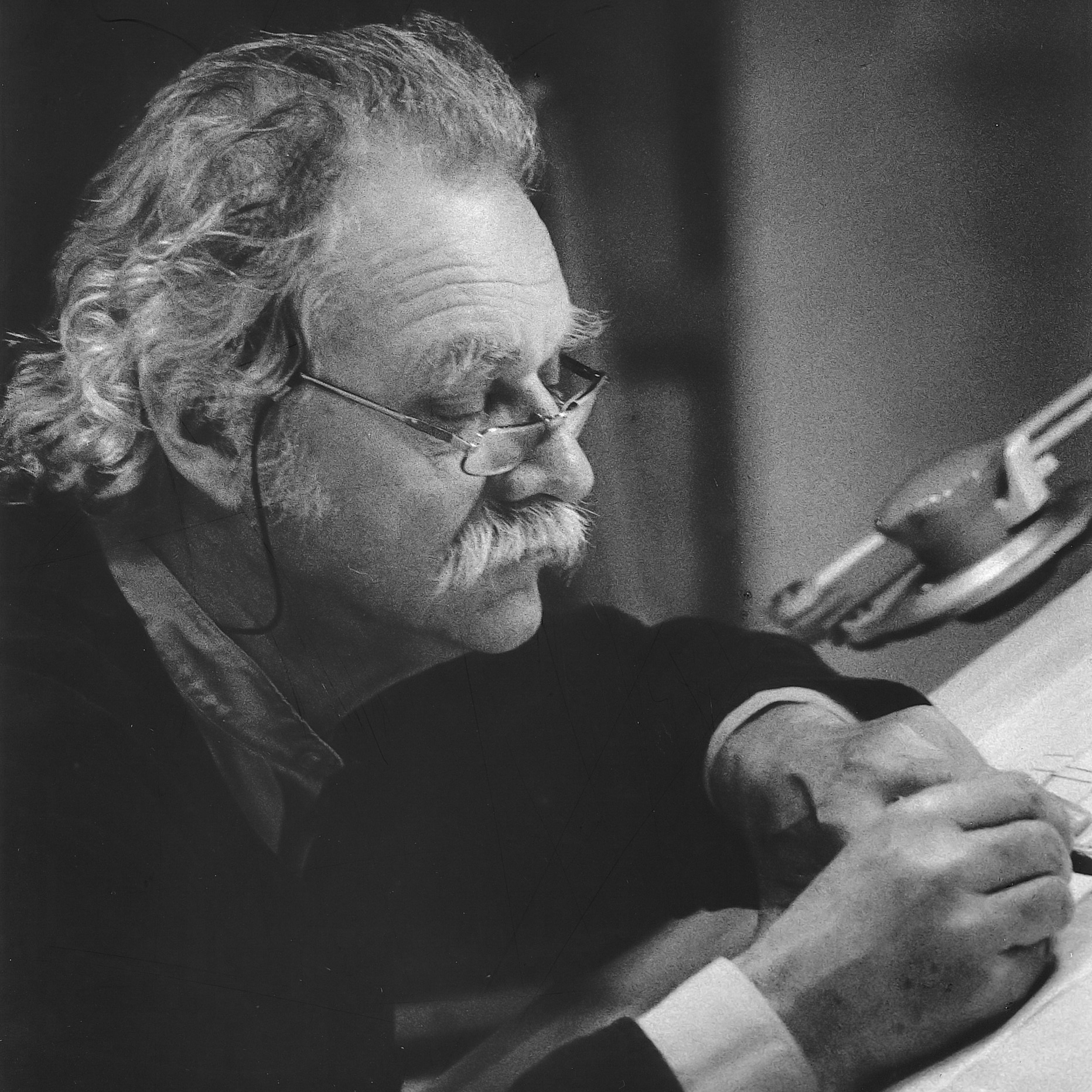
Gerard Wijnen in 1990

Gerard Wijnen ('s-Hertogenbosch, 28 november 1930 – aldaar, 11 januari 2020) was een Nederlands architect.

## Leven en werk
Zijn in 1961 opgerichte architectenbureau, voorheen bekend onder de naam Wijnen en Senders maakte vanaf 1977 vooral naam als De Twee Snoeken. Die naam werd ontleend aan het historische pand in de Kruisstraat 37 te 's-Hertogenbosch, waarin het indertijd gevestigd was. Zijn werk is sterk geïnspireerd op het werk van Dom Hans van der Laan, ook op diens geschriften.
Ter gelegenheid van het in gebruik nemen van het pand 'De Twee Snoeken' - in oktober 1977 - schreef en illustreerde de Utrechtenaar William D. Kuik (de latere Dirkje Kuik) in opdracht van Gerard Wijnen (naar aanleiding van Kuiks verhaal 'De held van het Potspel') een denkbeeldig historisch verhaal: 'De Twee Snoeken'. In de kelder van het pand werd ook een galerie gevestigd. William Kuik was de eerste exposant, samen met Felix van der Linden (kleinplastieken).
Wijnen heeft tevens het complete oeuvre van Georges Brassens vertaald en in 2006 in boekvorm uitgegeven met als titel: 'De grote Eik: 131 gedichten en chansons'. 
In 1993 maakte hij een cd, 'Saturnus', met daarop 18 door hem vertaalde nummers van Brassens. De cd werd opgenomen in Soetelieve Studio's te 's-Hertogenbosch. Gerard Wijnen wordt daarop begeleid door zijn zoons Miel (diverse gitaren) en Bart Wijnen (dwarsfluit), en voorts door Kees van Eijck (contrabas) en Paul van Pelt (sologitaar); Gerards vrouw, de kunstenares Goof Wijnen, ontwierp de cover.
Gerard Wijnen overleed in 2020 op 89-jarige leeftijd.

## Werken (Selectie)
| Bouw    | Naam                                                                       | Plaats           | Bijzonderheden                                  | Afbeelding |
| ------- | -------------------------------------------------------------------------- | ---------------- | ----------------------------------------------- | ---------- |
| 1979/82 | Gemeentekantoor Oirschot                                                   | Oirschot         | In samenwerking met Tom Senders                 |            |
| 1968/77 | Woningen aan de Pannenschuurlaan                                           | Oisterwijk       | In samenwerking met Frans Ruys                  |            |
| 1979/85 | Appartementencomplex tussen de Zuid-Willemsvaart en Pastoor de Kroonstraat | 's-Hertogenbosch | In samenwerking met Tom Senders                 |            |
| 1979/80 | Woningen aan de Walstraat                                                  | Ravenstein       |                                                 |            |
| 1975/77 | Muziekschool en woningen                                                   | Venlo            | In samenwerking met Tom Senders. Deels gesloopt |            |